# La diva
La diva es una telenovela colombiana producida por Caracol Televisión en 2006. esta protagonizada por Lorna Cepeda y Javier Gómez, con las participaciones antagónicas de Carolina Acevedo, Carla Giraldo y Helena Mallarino. 

## Sinopsis
Es la historia de Victoria Domínguez interpretada por Lorna Paz, una mujer que dedicó su vida a la actuación y la música, y luego de conquistar el mercado colombiano y latino, se va a buscar nuevos proyectos en los Estados Unidos, sin contar que los años le han caído encima. Decide regresar a su país, pero al ver frustrada su carrera quiere reconquistar a su marido, quien ya está comprometido.
Victoria Domínguez, consagrada actriz de telenovelas y exitosa cantante de baladas, regresa a su país después de un humillante periplo por los Estados Unidos donde no pudo triunfar ni como extra pero a su regreso ve que su público la ha olvidado y ha sido reemplazada por Nicole, una muchachita de 18 años, que tiene pegadísimo su hit de reguetón: “Te Corrí la Silla”. Como si fuera poco, Impuestos Nacionales le ha embargado todo lo que posee. Pero Victoria tiene un plan: Reconquistar a Abel, su exmarido y el amor de su vida y rehacer su vida familiar junto a sus hijos gemelos. Con lo que Victoria no contaba es que Abel va a casarse con Natalia Dulce, 15 años menor que ella y perfecta en todos los sentidos. Sin embargo Victoria jura que va a recuperar su lugar en una familia a la que adora, y también va a retomar su agonizante carrera, para lo cual tiene que destronar a Nicole, mujer que no teme jugar sucio y quien se convierte en su peor enemiga. El camino es difícil pero Victoria está decidida a probar que una mujer de más de cuarenta sí puede tenerlo todo: Una familia, un hombre a quien amar y además conservar su puesto como la única e incomparable… Diva.
En "La diva" está de regreso el actor Luis Fernando Montoya, quien interpreta a Brando, el consejero, mayordomo, cocinero de la diva. También actuará Helena Mallarino, enemiga de la diva y Carla Giraldo, quien interpreta a Yurjeimmi Chota, una joven humilde y ambiciosa que con su look popular empieza a ganarse el título de "diva" del barrio, dándole a Victoria una guerra de dimensiones no imaginadas.

## Elenco
- Lorna Paz .... Victoria Domínguez
- Javier Gómez .... Abel Morales
- Carolina Acevedo .... Natalia Dulce Rincón
- Carla Giraldo .... Yurjeimmi Chota "Nicole"
- Álex Gil .... Otoño / Verano
- Luis Fernando Montoya .... Brando
- Helena Mallarino .... Susana "Sussy" Durán
- Patricia Bermúdez .... Emma
- Inés de Mejía .... Abuela de Natalia
- Juan Felipe Ortíz .... Chumbimnba
- Gloria Gómez .... Raquel Quevedo
- Sergio Samper .... Duval
- Mara Echeverry .... Jazmín
- Carlos Alberto Urrea .... Chamba
- Jorge Rebollo .... Juan Manuel Puyana (Dueño de TV Canal)
- Alberto Saavedra .... Valentino (Papá de Emma)
- Anderson Balsero .... Elvis (Periodista)
- Cristóbal Errázuriz .... Armando Del Mar
- Gloria Echeverry .... Recepcionista del Hotel Majestic
- Víctor Cifuentes .... Inspector Damián Acero
- José Luis García .... Lucky Luka
- Jorge López .... Mánager De Lucky Luka
- Germán Quintero .... Padre Berna
- Inés Prieto .... Calavera
- Julio César Pachón .... Capitán Consuegra
- Guillermo Vives .... Gabriel Mantilla (Abogado De Victoria)
- Yesenia Valencia .... Yolanda
- Alejandro Estrada .... (Periodista) Invitado Especial
- Claudia Rocío Mora .... Fiscal Nuñez
- Hermes Camelo .... Juez
- Raúl Gutiérrez .... Invitado Especial
- Lina Angarita ....Jimena de Puyana
- Gina Acuña ....Sofi Quin (Presentadora "Dia Tras Dia")
- Mauricio Figueroa .... Pedro Ibarra
- María Fernanda Yépes .... Kathy
- Jason Chad Roth .... Cliente
- Ivette Zamora .... Vendedora
- María Cristina Galindo
- Margarita Amado
- Isabela Córdoba
- María Fernanda Yepes .... Catherine